# ایالات مؤتلفه آمریکا

سومین و آخرین پرچم ملی و رسمی کنفدراسیون، معروف به «درفش آغشته به خون».

ایالات مؤتلفهٔ آمریکا (به انگلیسی: Confederate States of America) که در فارسی به نام‌های ائتلافیهٔ ایالات آمریکا و کشورهای مؤتلفهٔ آمریکا هم خوانده شده است، به اتحاد مجموعه‌ای از یازده ایالت جنوبی در کشور ایالات متحدهٔ آمریکا در بین سال‌های ۱۸۶۱ تا ۱۸۶۵ میلادی گفته می‌شود. علت وجود سیزده ستاره در پرچم ایالات مؤتلفه، گرایش و هموندی دو ایالت کنتاکی و میزوری بود که بخشی از شهروندان آن‌ها از شمال و قسمتی دیگر از ایالات استقلال طلب جنوب پشتیبانی می‌کردند.
جفرسون دیویس در طول جنگ داخلی آمریکا، مقام ریاست جمهوری ایالات مؤتلفهٔ آمریکا را برعهده داشت. دولت خودخواندهٔ وی توسط هیچ دولتی در جهان به رسمیت شناخته نشد. نهایتاً با شکست ارتش جنوب در جنگ داخلی آمریکا این واحد سیاسی مضمحل و ایالات شورشی به جمع ایالات متحدهٔ آمریکا بازگشتند.
پایتخت ایالات مؤتلفهٔ آمریکا، نخست، در شهر مونتگمری بود که در ماه مهٔ ۱۸۶۱ میلادی به شهر ریچموند در ایالت ویرجینیا تغییر یافت. طبق سرشماری سال ۱۸۶۰، جمعیت ریچموند بالغ بر ۳۷٬۹۱۰ نفر بود و بیست و پنجمین شهر بزرگ آمریکا محسوب می‌شد.

## پاپ و ایالات مؤتلفهٔ آمریکا
پاپ پیوس نهم هرگز بیانیه یا اعلامیه‌ای را در پشتیبانی از ایالات مؤتلفهٔ آمریکا امضا نکرد. اما در پاسخ به نامه‌ای که جفرسون دیویس، در ۲۳ سپتامبر ۱۸۶۳ به او نوشته و درخواست کرده بود که پاپ، اروپاییان کاتولیک را از پیوستن به ارتش شمال (برای کسب تابعیت) منع و منصرف کند، پاپ، دیویس را «عالیجناب دیویس، پرزیدنت ایالات مؤتلفهٔ آمریکا» خطاب می‌کند و تصویر خودش را امضا کرده، به یادگار ضمیمهٔ پاسخ می‌کند. این احترام ساده که فاقد ارزش حقوقی بود، در قالب به رسمیت شناختن ایالات مؤتلفه (به‌صورت دفاکتو) و مجزا از «ایالات متحدهٔ آمریکا» قلمداد شده است. پاسخ پاپ منجر شد که کنگره ایالات متحده آمریکا، روابط دیپلماتیک با ایالات پاپی را ممنوع کند.
رابرت لی، پس از پایان جنگ داخلی آمریکا، با نشان دادن تصویر «پیوس نهم» به یکی از میهمانان خود، گفته بود:

پاپ تنها فرمانروای اروپایی بود که حکومت ستمدیدهٔ ما را به رسمیت شناخت…

## ایالات مؤتلفه و دیدگاه هِنری منکن
هنری مِنکن، از روزنامه‌نگاران معروف آمریکایی در شهر بالتیمور، در مقاله‌ای مورخ سپتامبر ۱۹۳۰ با فرنام «فاجعهٔ اپومَتیکس» (شهرک و محلی که ژنرال لی و ارتش ایالات موتلفه تسلیم ارتش فدرال شدند)، می‌نویسد:
بلای جنگ داخلی، نجیب‌زادگان جنوبی را بیچاره و منزوی کرد. هزاران تن از بهترین جوانان‌شان، جان خود را در جنگ از دست دادند و آن‌ها که از مهلکه جان سالم بدر بردند، به شمال مهاجرت کرده، سر و سامانی دوباره گرفتند و شهروندان قانونمندی شدند. شهر من، بالتیمور، از این مهاجرت سود برده و در گسترهٔ فرهنگی و مادی، غنی‌تر شده است.

اگر امروز، موطن من از دیگر اماکن پرجمعیت آمریکا، کمتر به فساد کشانده شده، این موهبت را مدیون مردمانی هستیم که از ایالت ویرجینیا به این سمت و سو آمده‌اند، مردمانی که دست خالی با شکم‌های گرسنه ولی خوش‌رفتار، نیک‌نهاد و مؤدب بودند. در موطن خودشان، بسیاری دلتنگ و دلواپس‌شان بودند. در طول سال‌های بعد از جنگ، نخست، شارلاتان‌های شمالی سرزمین‌شان را چپاول کردند و اگر این بسنده نمی‌کرد، در مرحلهٔ بعدی، قربانی رفتار سفیدپوستان سخیف و بی‌هویت شدند ….

## نامهٔ آبراهام لینکلن به الکساندر استیونز
لینکلن در نامه‌ای مورخ ۲۲ دسامبر ۱۸۶۰، دو روز پس از جدایی کارولینای جنوبی، به الکساندر استیونز اطمینان داده و تأکید می‌کند که «... حکومت فدرال کوچک‌ترین دخالتی در مسئلهٔ برده‌داری در جنوب نخواهد کرد، لذا ایالت‌های جنوبی، نمی‌باید از دخالت حکومت فدرال در باب برده‌داری یا در موارد دیگر مربوط به برده‌داری، نگرانی‌ای داشته باشند …».

## طرح کوروین برای پیشگیری از جدایی جنوب
در ماه‌های پیش از آغاز جنگ داخلی (مارس ۱۸۶۱ میلادی)، کنگرهٔ ایالات متحدهٔ آمریکا، متممی را به قانون اساسی پیشنهاد می‌کند. این متمم از سوی توماس کوروین، نمایندهٔ ایالت اهایو ارائه شد. هدف آن، پیشگیری از جدایی ایالت‌های جنوبی و ترغیب ایالت‌های مرزی (میان جنوب و شمال مانند کنتاکی، میزوری و مریلند) برای پرهیز از پیوستن به ایالات مؤتلفهٔ جنوب بود.
این طرح، کنگره را از دخالت در نهادهای ایالتی (و یا لغو و تعطیل آن نهادها) منع می‌کرد (در ۱۸۶۱، برده‌داری نیز شامل این نهادهای ایالتی می‌شد).
متن متمم کوروین، به این مضمون بود:
هیچ مادهٔ الحاقی یا متممی که به کنگرهٔ ایالات متحدهٔ آمریکا این اختیار را بدهد تا اقدامی در لغو یا دخالتی در امور و نهادهای بومی ایالت‌ها بکند، وضع و تصویب نخواهد شد و این عدم دخالت، شامل نهاد بهره‌کشی از توان و خدمتکاری دیگر افراد در ایالت‌ها نیز می‌شود.

در دوم ماه مارس ۱۸۶۱، این طرح در مجلس آمریکا با ۱۳۶ رأی موافق و ۶۵ رأی مخالف، به تصویب می‌رسد. مجلس سنای ایالات متحدهٔ آمریکا نیز، بدون تغییر دادن طرح، آن را به تصویب رسانده و برای مرحلهٔ نهایی (قانونی‌شدن متمم)، طرح متمم را به مجلس ایالت‌ها روانه می‌کند.
اگر این طرح، به تصویب ایالت‌ها می‌رسید، برده‌داری برای همیشه در قانون اساسی نهادینه می‌شد و از دخالت یا لغو آن (از سوی کنگره) مصون می‌ماند. به عبارت دیگر، از ایالت‌های جنوبی، به این صورت دلجویی شده بود که اگر در پی جدایی نباشید، دولت فدرال در نهاد برده‌داری هیچ دخالتی نخواهد کرد. آبراهام لینکلن با این طرح موافق بود. پروفسور تاماس دی لورنزو و پروفسور دانالد لیوینگستون، با در نظر گرفتن این متمم، برده‌داری را دلیل اصلی آغاز جنگ نمی‌دانند و مسبب عمده را فشارهای اقتصادی حکومت شمال (تعرفه‌های سنگین برای واردات ایالات جنوبی از اروپا و گمرک‌های بالای ۴۰٪) قلمداد می‌کنند.

## مقایسهٔ میزان درآمد سرانه

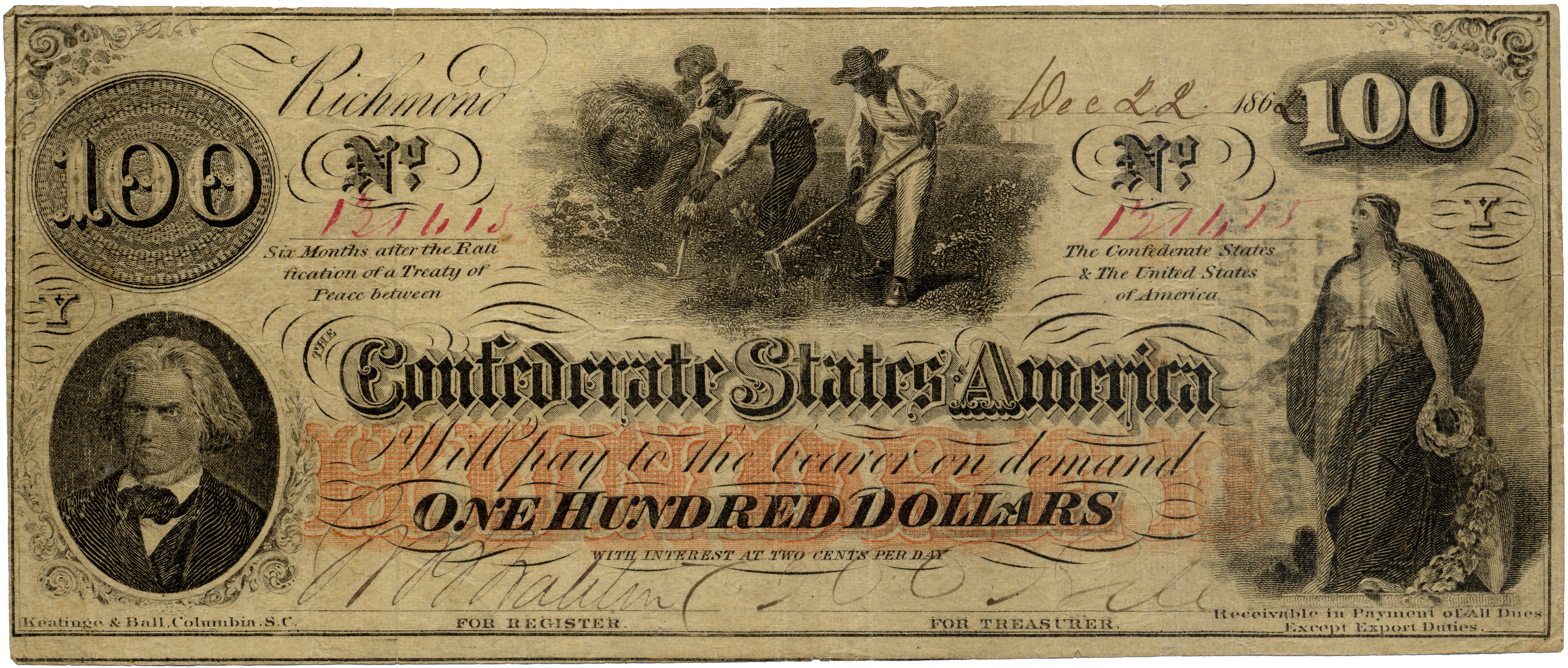
اصلی - یک اسکناس صد دلاری ایالات مؤتلفهٔ آمریکا به تاریخ در ۲۲ دسامبر، ۱۸۶۲. صادر شده در جریان جنگ داخلی آمریکا (۱۸۶۱–۱۸۶۵).

بر پایهٔ سرشماری‌ای که هر ده سال یک بار در آمریکا صورت می‌گیرد، در ۱۸۶۰ میلادی (یک سال پیش از آغاز جنگ داخلی) و بر میزان درآمد سرانه، ۱۲ ایالت ثروتمند آمریکا، همگی در جنوب واقع شده بودند. ایالت میسیسیپی، با درآمد سرانه ۲٬۱۲۸$ و ایالت کارولینای جنوبی با ۲۰۱۷$، ثروتمندترین ایالت‌های آمریکا در آن دوره بودند.
کنتیکت، در قالب ثروتمندترین ایالت شمال، در ردهٔ سیزدهم قرار داشت و این در حالی است که درآمد سرانه‌اش تنها ۳۶٪ ایالت میسیسیپی بود (۷۷۱$).
حتی با احتساب بردگان (به عنوان افراد بالقوهٔ صاحب درآمد)، باز هم ایالت میسیسیپی با درآمد سرانه ۹۵۴$ در ردهٔ یکم قرار می‌گرفت. در میان ۳۵ ایالت آن زمان، فقیرترین ایالات‌ها، میشیگان، ویسکانسین، مین و مینه‌سوتا بودند.
ایالت نیویورک با درآمد سرانه ۵۹۷$ در رتبهٔ بیستم و ماساچوست در ردهٔ هجدهم جای داشتند. بر اساس آماری که در حد فاصل سال‌های ۲۰۱۴–۲۰۱۰ گرفته شده، میسیسیپی فقیرترین ایالت آمریکاست. کارولینای جنوبی در مقام چهل و سوم قرار دارد. .

## تالار تندیس‌ها در کنگرهٔ آمریکا

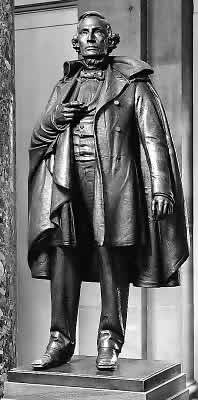
تندیس جفرسون دیویس در تالار کنگرهٔ کنونی آمریکا

در تالار اصلی کنگرهٔ ایالات متحدهٔ آمریکا، ۸ مجسمهٔ مرمری (یا برنزی) از سیاستمداران و افسران عالی‌رتبهٔ ایالات مؤتلفهٔ آمریکا نصب شده است. بر پایهٔ قوانین آمریکا، هر ایالت می‌تواند با هزینهٔ محلی خود، ۲ مجسمه از بزرگان و نام‌آوران خود را در این تالار قرار دهد که در مجموع، شمار این تندیسها به ۱۰۰ فقره بالغ می‌شود:
1. رابرت لی: فرماندهٔ کل ارتش جنوب، زادهٔ ایالت ویرجینیا - تندیس برنزی
2. جفرسون دیویس: رئیس‌جمهور ایالات مؤتلفه، زادهٔ ایالت میسیسیپی – تندیس برنزی
3. جیمز زکریا جورج: سرهنگ سواره‌نظام ارتش جنوب، زادهٔ ایالت میسیسیپی - تندیس برنزی
4. الکساندر استیونز: معاون رئیس‌جمهور ایالات مؤتلفه، زادهٔ ایالت جورجیا - تندیس مرمری
5. جوزف ویلر: سپهبد ارتش جنوب، زادهٔ ایالت آلاباما - تندیس برنزی[۳۱]
6. وید همپتون سوم: سپهبد ارتش جنوب و بعدها فرماندار ایالت کارولینای جنوبی - تندیس مرمری
7. زب یولین بئرد وَنس: سرهنگ ارتش جنوب و بعدها فرماندار ایالت کارولینای شمالی - تندیس برنزی
8. ادموند کربی اسمیت: سپهبد ارتش جنوب، زادهٔ ایالت فلوریدا - تندیس برنزی[۳۲]

## سکهٔ نیم دلاری - ۱۹۲۵

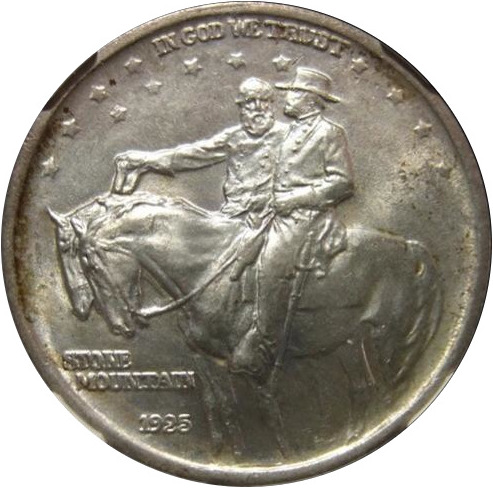
سکهٔ یادبود سرباز جنوب

شصت سال پس از پایان جنگ داخلی، در ۱۹۲۵ میلادی، ضرابخانهٔ ایالات متحدهٔ آمریکا، یک سکهٔ ۵۰ سنتی را به یادبود افسران ارتش جنوب تولید و تکثیر می‌کند. بر روی این سکه، تصاویر ژنرال لی و ژنرال استون‌وال جکسن سوار بر اسب نگاشته شده است. بر پشت سکه، جمله‌ای به این مضمون وجود دارد: «به یادبود دلاوری سرباز جنوب». این سکه برای کمک به اتمام پروژهٔ کنده‌کاری بر روی کوه استون مانتن، ضرب شده بود. تعداد این سکه‌ها، به یک میلیون و سیصد و ده هزار می‌رسد.

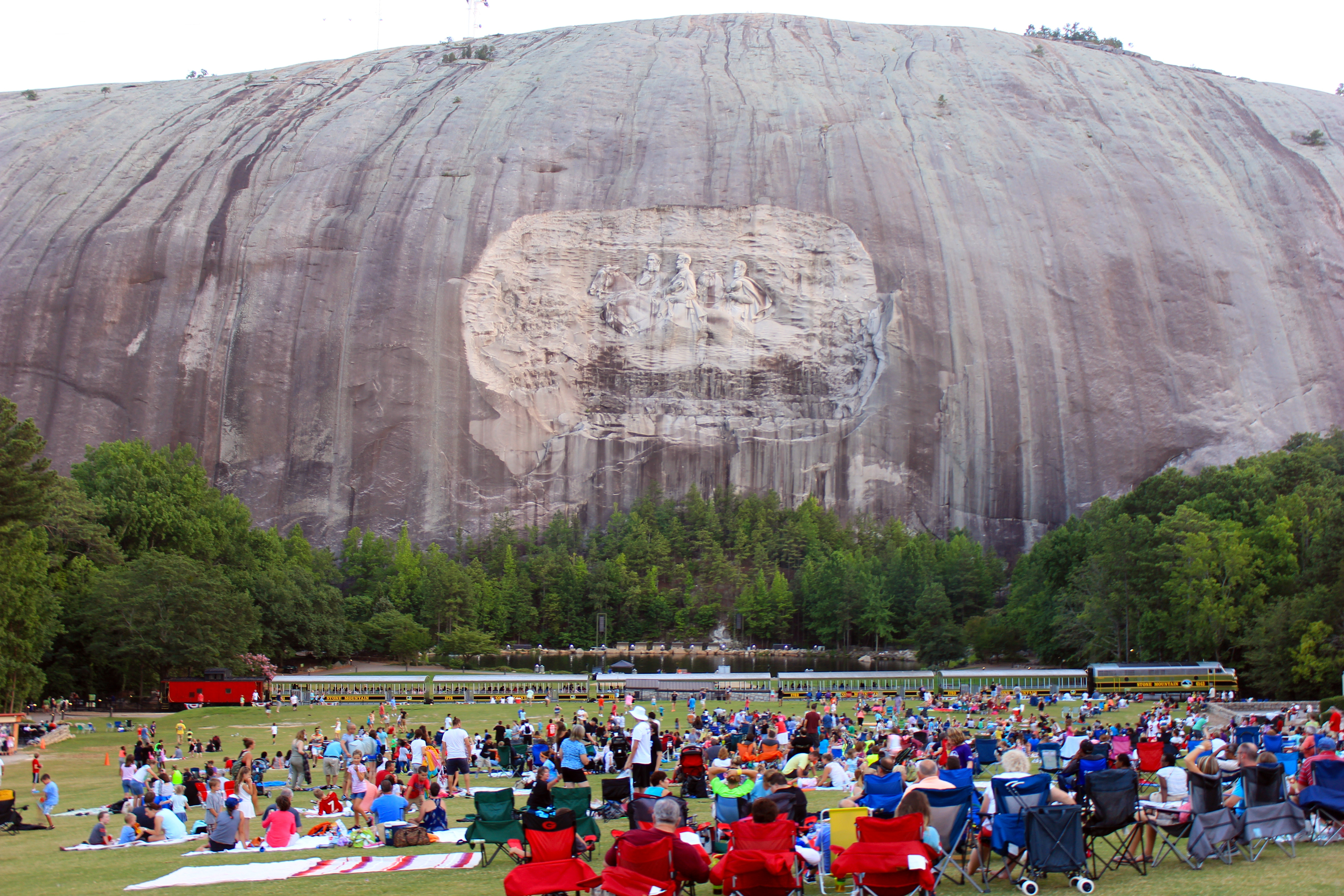
کنده‌کاری بر روی کوه استون مانتن، ایالت جورجیا - نقش‌های ژنرال لی، جفرسون دیویس و استون وال جکسون